# Ján Kvačala

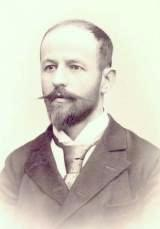
Ján Radomil Kvačala (unbekanntes Datum)

Ján Radomil Kvačala (* 3. Februar 1862 in Batschki Peterwatz; † 9. Juni 1934 in Wien) war ein slowakischer evangelisch-lutherischer Theologe, Religionshistoriker, Hochschullehrer, Prediger sowie Museumsmitarbeiter und Bibliothekar. Er gilt als herausragender Vertreter der Comenius-Forschung und verbrachte den Großteil seiner akademischen Laufbahn als Professor an der russischen Universität Dorpat.

## Leben

### Herkunft, Ausbildung und Privatleben
Er kam im Februar 1862 in der Ortschaft Bački Petrovac zur Welt, die damals zum Komitat Bács-Bodrog des Königreiches Ungarn innerhalb des Kaisertums Österreich zählte. Das Komitat besaß erhebliche Überschneidungen mit der Batschka, einer Kulturlandschaft zwischen Donau und Theiß, die sich durch eine starke ethnische und konfessionelle Heterogenität auszeichnete. Kvačala wurde in eine slowakische Familie geboren. Die Slowaken waren in diesem Gebiet eine Minderheit; ihre Ansiedlung erfolgte ab dem 18. Jahrhundert und Bački Petrovac war das Zentrum dieser Kolonisation. Sein Vater Ján Kvačala der Ältere (1830–1888) stammte ursprünglich aus Beckov im slowakisch dominierten Komitat Trentschin, arbeitete in Bački Petrovac als Religionslehrer und hatte dort durch die Eheschließung mit Therezia Godrová (1836–1902) in eine Familie eingeheiratet, die „am Prozess der nationalen Erweckung der Slowaken in hervorragender Weise Anteil nahm“.
Kvačala besuchte zunächst ab 1868 die Schule in seinem Heimatort, wo der Unterricht in slowakischer Muttersprache stattfand. Anschließend besuchte er zwischen 1872 und 1880 das Gymnasium in Szarvas im Komitat Békés, das bereits magyarisiert war und auf dem man in ungarischer Sprache lehrte. Hinsichtlich seines christlichen Glaubens war er in der evangelisch-lutherischen Konfession Augsburger Bekenntnisses (A. B.) verwurzelt und wuchs im sogenannten Montandistrikt der Ungarnländischen Evangelischen Kirche A. B. auf, der damals 14 Kirchengemeinden – sieben deutsche, sechs slowakische und eine ungarische – umfasste. Diese zusammen bildeten das Batsch-Syrmische Seniorat, dessen Senior seinen Amtssitz in Kvačalas Heimatort Bački Petrovac hatte. Zeitlebens repräsentierte Kvačala „das slowakische Luthertum der Batschka in einer national gesättigten Gestalt, in die es durch den traditionsbewahrenden Verkündigungsdienst der Pfarrer und die muttersprachliche Katechese der Lehrer gebracht wurde“.
Nach seinem Schulabschluss immatrikulierte er sich in Bratislava für ein Studium der Theologie, Philosophie, Philologie und Pädagogik an der Rechtsakademie sowie am Evangelischen Lyzeum, dessen theologische Studiengänge 1882 in die neu entstandene Theologische Akademie ausgelagert wurden. Dort sahen sich die slowakischen Studenten während dieser zeitlichen Periode hohem Assimilierungsdruck seitens der magyarischen Kommilitonen und Professoren ausgesetzt. Als sie mit diesem Problem an die Öffentlichkeit gingen, wurde dies seitens des Generalkonvents der Ungarnländischen Evangelischen Kirche A. B. aufs Schärfste missbilligt und die Kirchenleitung beschloss, diese protestierenden Studenten – zu denen auch Kvačala zählte – später nicht zu ordinieren und insofern nicht in ein Dienstverhältnis zu übernehmen. So schwebte über Kvačala gewissermaßen ein Damoklesschwert, dem er sich allerdings nach bestandenem Kandidatenexamen im Jahr 1883 durch ein Auslandsstudium entzog: Aufgrund seiner außerordentlichen akademischen Leistungen hatte er ein Stipendium des „Lutherischen Gotteskastens“ für eine Fortsetzung des Studiums im Deutschen Kaiserreich erhalten. Er entschied sich für die Universität Leipzig, an der ein vergleichsweise orthodoxes Luthertum gelehrt wurde. Darüber hinaus war die Universität für lutherische Slowaken insofern attraktiv, als dass dort Jozef Miloslav Hurban in Anerkennung seines Widerstandes gegen eine Vereinigung der lutherischen Kirchen Augsburger Bekenntnisses (A. B.) und der reformierten Kirchen Helvetischen Bekenntnisses (H. B.) im Königreich Ungarn – „die der Magyarisierung der Slowaken zugearbeitet hätte“ – einen Ehrendoktortitel erhalten hatte. In Leipzig hörte er unter anderem Vorlesungen von Christoph Ernst Luthardt, konzentrierte sich jedoch bereits sehr auf seine Comenius-Forschungen. Schließlich wurde er 1886 mit der Dissertation Über J. A. Comenius’ Philosophie, insbesondere Physik zum Doktor der Philosophie promoviert. Während der Arbeit an dieser Schrift  verlor er „ein Stück weit die Berührungsängste der Lutheraner vor der theologischen Welt der Reformierten, denn die Brüdergemeinde des Comenius stand den Reformierten sehr viel näher als dem Luthertum“. Zwei Jahre später legte er 1888 in Budapest sein Lehramtsdiplom in für klassische Sprachen, Philosophie und Pädagogik ab und 1893 erfolgte in Wien die zweite Promotion – diesmal zum Doktor der Theologie – über die Dissertation Johann Amos Comenius. Sein Leben und seine Schriften.
Ján Kvačala blieb kinderlos und unverheiratet.

### Berufliche Laufbahn
Nach seiner ersten Promotion und einer achtmonatigen Wartefrist erhielt Kvačala eine Anstellung als Hilfslehrer für Sprachen am Evangelischen Lyzeum in Preßburg und wurde dort 1888 zum Professor, also zum hauptamtlichen Lehrer, befördert. Neben seiner hauptberuflichen Lehrtätigkeit entfaltete er in seiner freien Zeit schon bald ein enormes Arbeitsprogramm in Bezug auf Forschungen über Johann Amos Comenius. So bereiste er in den Schulferien insgesamt 33 europäische Städte, um in Archiven und Bibliotheken nach Werken und Briefen von Comenius zu suchen, wodurch er seine Quellenkenntnis erheblich erweitern konnte. Kvačalas Forschungen zu Comenius’ Aufenthalt in Sárospatak zwischen 1650 und 1654 bei Fürst Georg II. Rákóczi fanden die Anerkennung des Direktors der Budapester Universitätsbibliothek Sándor Szilágyi (1827–1899), der ein ausgewiesener Rákóczi-Forscher war. Er förderte Kvačala in den darauffolgenden Jahren und diesem gelang es zusehends, sich zu profilieren und ein gern gesehenes Mitglied der akademischen Zunft zu werden.
Im September 1893 wurde er als Nachfolger von Johannes Haußleiter (1851–1928) als Professor für Kirchengeschichte an die Universität Dorpat im russischen Gouvernement Livland berufen. Er war der erste nichtdeutsche Theologieprofessor an dieser renommierten Institution und seine Berufung erfolgte ohne Konsultation des Professorenkollegiums unter Bedingungen, die durch die forcierte Russifizierung des Bildungswesens personell wie sachlich erschwert waren. Der deutschbaltische Religionspsychologe Karl Girgensohn fasste den Vorgang 1918 rückblickend folgendermaßen zusammen:
„Dem russischen Rektor [Anton Budilowitsch] gelang diesmal ein Meisterstreich. Es gab einen Mann, der ungarischer evangelischer theologischer Hochschullehrer, aber Slovak von Geburt und slawophil von Gesinnung war. Er hatte außerdem einige durchaus respektable wissenschaftliche historische Arbeiten für sich anzuführen und war Wiener Doktor der Theologie, so daß er von dieser Seite her nicht gut beanstandet werden konnte. Zwar verstand er zunächst noch nicht genügend russisch, um in dieser Sprache vorzutragen, aber das konnte ja später nachgeholt werden. Dieses Unikum wurde treffsicher erfaßt [...].“
Noch im gleichen Jahr 1893 amtierte Kvačala als einer der Vizepräsidenten beim Ersten Parlament der Weltreligionen in Chicago. Im Jahr 1895 lehnte er einen Ruf auf den Lehrstuhl für praktische Theologie an der Evangelisch-Theologischen Fakultät Wien ab und schließlich amtierte er in Dorpat von 1917 bis Ende August 1918 als Dekan der Fakultät für Religion.
Im Zuge der deutschen Besetzung Dorpats im Ersten Weltkrieg wurde er – zusammen mit Studenten, anderen Angestellten und den universitären Sammlungen – nach Woronesch evakuiert. Dort arbeitete er kurzzeitig als Geistlicher und Bibliothekar. Nach der estnischen Unabhängigkeit im Februar 1920 kehrte er während des russischen Bürgerkrieges in seine slowakische Heimat zurück, die mittlerweile in den neu entstandenen Staat Tschechoslowakei eingegliedert war. Der bereits 1918 vollzogenen Vereinigung der lutherischen und reformierten Strömungen Tschechiens zur unierten Evangelischen Kirche der Böhmischen Brüder stand er eher ablehnend gegenüber. Zunächst ging er einer Tätigkeit als Direktor am Museum der Matica slovenská in Turčiansky Svätý Martin nach. Eine von ihm möglicherweise erhoffte Berufung an die neue Comenius-Universität in Bratislava erfolgte nicht; stattdessen erhielt er 1921 eine Anstellung als Professor für Kirchengeschichte an seiner Alma Mater, der Akademie für Evangelische Theologie. Dort betraute man ihn auch mit dem Amt als Dekan. Nachdem er sich mit dem Professorenkollegium überworfen hatte, legte er letzteres jedoch 1926 wieder nieder. Die Meinungsverschiedenheiten änderten allerdings nichts daran, dass seine wissenschaftliche Arbeit sowohl an der Akademie selbst, wie auch überregional, landesweit und international hoch geschätzt wurde. Ausdruck dieser Wertschätzung ist eine Kvačala zu seinem 70. Geburtstag gewidmete Festschrift, die 1933 – ein Jahr nach seiner Emeritierung – erschien und zu der neben aktuellen und ehemaligen Kollegen auch zahlreiche ehemalige Studenten Beiträge beigesteuert hatten, unter anderem Ján Bakoš, František Michálek Bartoš, František Bednář, Edmund Bursche, Aladár Hornyánszky, Roland Steinacker und Eduard Tennmann.

## Schwerpunkte und Bewertung
Der Theologe Karl Girgensohn, der selbst unter Kvačala studiert hatte, bemerkte 1918 bezüglich dessen Lehrkompetenz:
„Er war [...] nicht der Mann, das Studium auf der Höhe zu halten. Als Comeniusforscher war er nicht ohne Verdienst, aber es ging ihm doch jedes durchgreifende Lehrtalent ab, zumal da er die deutsche Sprache, in der er zunächst lehren sollte, nur unvollkommen beherrschte, und seitdem ist der Niedergang der historischen Ausbildung der Dorpater Theologen ebenfalls ein ganz erschreckender.“
Während Kvačala also möglicherweise Schwächen in seiner Lehre hatte, sind die großen Verdienste, die er sich um die in der Comenius-Forschung erworben hat, unbestritten. Mit seiner 1892 vorgelegten ersten Dissertation „schuf er für die wissenschaftliche Beschäftigung mit [Comenius] völlig neue, tragfähige Grundlagen; in gewisser Weise wurde er mit diesem Werk zum Begründer einer eigenständigen, modernen Comenius-Forschung“. Im Jahr 1894 trat er der erst drei Jahre zuvor in Berlin gegründeten Comenius-Gesellschaft zur Pflege der Wissenschaft und Volkserziehung als „Stifter auf Lebenszeit“ bei und ab 1910 zeichnete er für die Herausgabe der ersten Comenius-Gesamtausgabe verantwortlich. Im gleichen Jahr begründete er auch die tschechischsprachige Fachzeitschrift Archiv pro bádání o životě a díle J. A. Komenského (de.: Archiv für die Erforschung des Lebens und der Schriften von J. A. Comenius).
Seine weiteren wissenschaftliche Forschungsinteressen lagen auf Daniel Ernst Jablonski, Jan Hus und Tommaso Campanella, auf der slowakischen Kirchengeschichte sowie auf den kulturellen Bestrebungen der Esten und Letten. Insbesondere mit Bezug auf seine Schriften über Jablonski kamen der deutsche Historiker Joachim Bahlcke und der österreichische Kirchenhistoriker Karl W. Schwarz 2018 zu dem Schluss:
„Es wäre [...] verfehlt, Kvačala für einen zurückgezogenen, ganz auf sein heimisches Arbeitsumfeld konzentrierten Stubengelehrten zu halten. Das Gegenteil ist richtig: In Kvačala begegnet uns der Typ einer modernen, kommunikativen Forscherpersönlichkeit, eines Gelehrten, der sich in mehreren Sprach- und Kulturräumen souverän bewegte und in der empirischen Grundlegung seiner historischen Untersuchungen ein wichtiges Qualitätsmerkmal sah. Nicht zuletzt durch seine umfassenden Quellenstudien, die ihn vom Zarenreich aus durch ganz Europa bis nach Nordamerika führten, wurde der slowakische Kirchenhistoriker an der Wende vom 19. zum 20. Jahrhundert zum Begründer einer eigenständigen Jablonski-Forschung, die auch für andere Bereiche der Wissenschaftsgeschichte erhellend wirkte.“
Kvačala war ein Polyglott. Zwar sind die Angaben über seine Russisch- und Deutschkenntnisse zumindest für den Anfang der 1890er Jahre widersprüchlich, gesichert ist jedoch, dass er nicht nur die biblischen Sprachen Hebräisch, Aramäisch und Griechisch in Wort und Schrift beherrschte, sondern auch Tschechisch, Slowakisch, Polnisch, Ungarisch, Latein, Italienisch, Französisch und Englisch. Sowohl die Universität Lettlands als auch die Universität Warschau bedachten ihn mit Ehrendoktorwürden und 1932 wurde Kvačala zum ersten Ehrenvorsitzenden der Matica slovenská ernannt. Die Laufbahn und die Leistungen des Slowaken fasste im Jahr 2018 Karl W. Schwarz zusammen und bezeichnete Kvačala rückblickend als einen der
„hervorragenden und prägenden Lehrer der slowakischen Kirche [...], ein[en] doctor ecclesiae, dessen Forschungen zur Geistes- und Kulturgeschichte sowie zur Theologie- und Kirchengeschichte von europäischem Format sind. [...] Es wäre aber [...] verfehlt, Kvačala in seinem slowakischen Kontext isoliert zu betrachten, denn sowohl sein Forschungsanspruch als auch sein wissenschaftliches Lebenswerk greifen über diese ethnisch-politische Markierung weit hinaus. Sie sind europäischen Zuschnitts, tragen, nicht ohne Stolz, einen interdisziplinären Charakter und versöhnen die unterschiedlichen Disziplinen ost-, mittel- und westeuropäischer Observanz. Sie verdienen zweifellos die Aufmerksamkeit der gegenwärtigen kulturwissenschaftlichen Forschung.“